# 당근

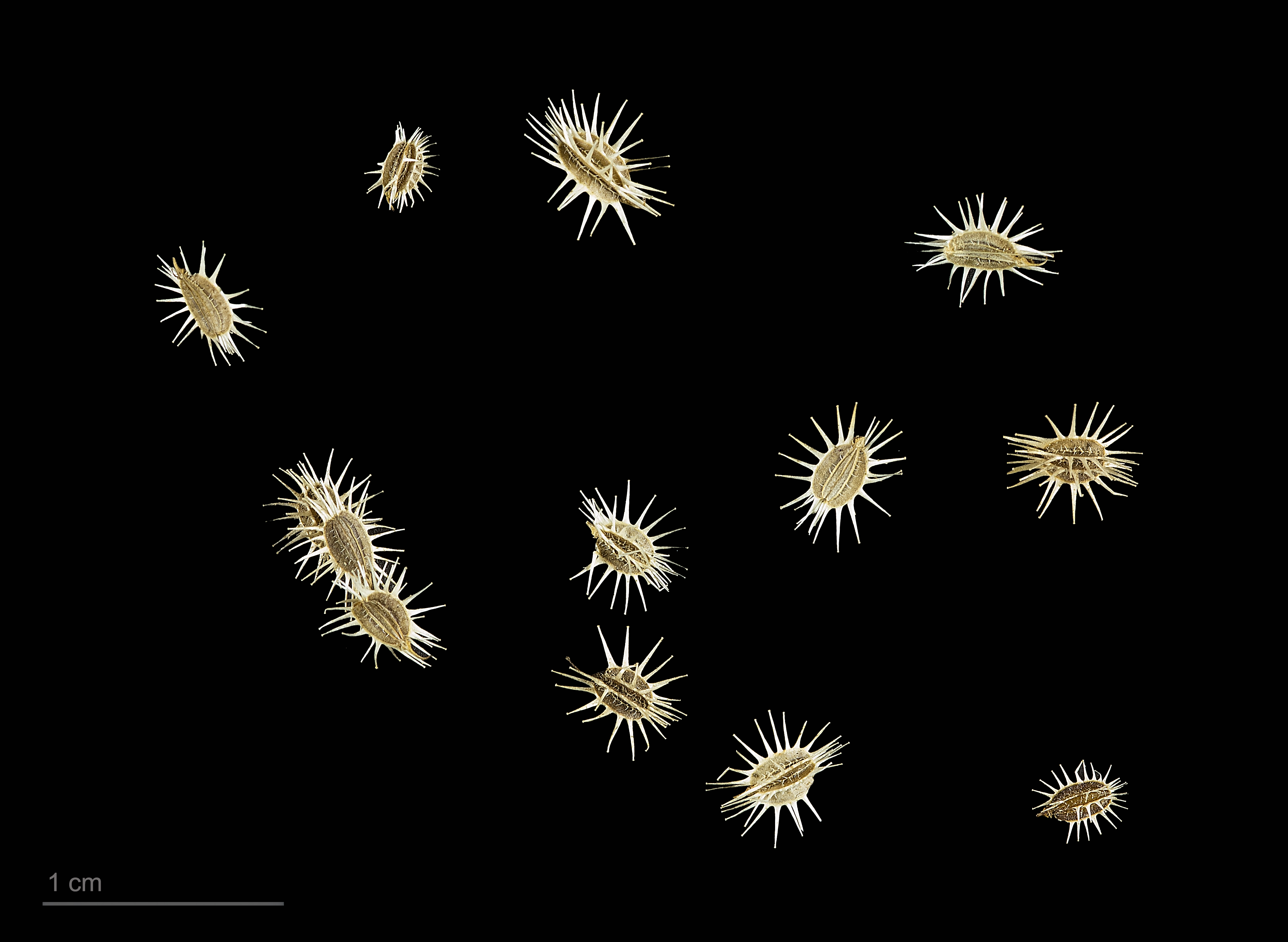
Daucus carota subsp. maximus

당근 또는 홍무는 쌍떡잎식물 산형화목 미나리과의 두해살이풀이다. 홍당무라고도 하며 높이는 1 m 내외이다. 오늘날 흔히 재배하는 당근과 비슷한 종류는 프랑스에서 개량되어 13세기까지 유럽에 널리 보급되었다. 한국에 들어온 시기는 16세기 무렵이다. 중국에서는 당근을 호나복(胡蘿蔔)이라고 한다.
원산지는 현재의 이란이나 아프카니스탄 지역의 중앙 아시아로 알려져 있다. 유럽·북아프리카·아시아에서 많이 재배하고 있다.

## 유래
당근이 처음 재배되었을 때, 당근은 뿌리보다는 향기로운 잎과 씨앗을 위해 재배되었다. 당근 씨앗은 스위스와 독일 남부에서 기원전 2000~3000년까지 발견되었다. 파슬리, 고수, 고수, 회향, 아니스, 딜, 쿠민과 같은 당근의 가까운 친척들은 여전히 잎과 씨앗을 얻기 위해 재배된다.
기원후 1세기에 로마인들은 파스티나카라고 불리는 뿌리채소를 먹었으며, 이는 당근이나 파르스닙과 밀접한 관련이 있을 수 있다.
그리스의 의사 디오스코리데스의 1세기 약초와 의약품에 대한 약전서인 6세기 콘스탄티노폴리스 사본인 동로마의 줄리아나 아니시아 코덱스에 묘사되어 있다. 당근에는 세 가지 종류가 그려져 있으며, 본문에는 "뿌리는 익혀서 먹을 수 있다"고 적혀 있다.
8세기에 무어인들에 의해 스페인에 도입되었다. 10세기에 서아시아, 인도, 유럽에서 온 뿌리들은 보라색이었으나 현대의 당근은 이 시기에 아프가니스탄에서 유래되었다.

## 외관
재배용 당근은 크게 장근종(긴 뿌리), 중근종(중간 뿌리), 단근종(짧은 뿌리) 세 가지로 나눈다. 원산지는 지중해 연안이다.

## 영양소
극미량의 비타민 B1, 비타민 B2 등을 비롯해 비타민 B군과 비타민 C, 비타민 K등 여러 종류가 함유되어 있다. 그뿐만 아니라 사람의 몸에서 비타민 A로 바뀌는 카로틴이라는 물질도 들어있으며 당분하고 철분이 풍부하다. 
당근은 날것으로도 먹을 수 있지만, 익혀서 먹으면 베타카로틴 같은 영양분 흡수율이 훨씬 더 높아질 수 있다.
당근은 100 g당 41.3kcal의 식품으로 다이어트에 적합하다. 그러나 익혀 먹을 때 당지수가 높아져 다이어트의 목적인 경우 생당근이 더 적합하다.

## 재배 방법
당근은 45~60 cm 간격으로 작은 씨를 심어 재배한다. 토양은 겉흙이 깊고, 물빠짐이 좋으며, 모래나 거름을 포함한 기름진 것이 제일 좋다. 당근은 추운 겨울에도 살아남을 수 있으나 여름철의 심한 더위에 꽃이 피고 심지가 생기고 쓰거워지기에 식용이 불가능해진다.

## 같이 보기
- 당근 요리 목록